# 1997 no teatro

## Mortes
| Data           | Nome           | Profissão                                  | Nacionalidade  | Observações | Ref |
| -------------- | -------------- | ------------------------------------------ | -------------- | ----------- | --- |
| 4 de fevereiro | Paulo Francis  | jornalista, escritor e crítico de teatro   | Brasil         | n. 1930     |     |
| 24 de Abril    | Carlos Miranda | ator, produtor teatral e promotor cultural | Brasil         | n. 1936     |     |
| 2 de Julho     | James Stewart  | ator                                       | Estados Unidos | n. 1908     |     |
| 11 de Novembro | Adilson Barros | ator                                       | Brasil         | n.1947      |     |